# Здитово (Жабинковский район)
Зди́тово (бел. Здзітава) — упразднённая деревня в Жабинковском сельсовете Жабинковского района Брестской области Беларуси. Население 247 человек (2009). 

## История
В 2017 году деревня включена в состав города Жабинка. 

## География
Здитово находится в 3 км к востоку от центра Жабинки, почти примыкая к его восточным окраинам. Деревня стоит на правом берегу реки Мухавец. Местные дороги ведут в Жабинку и Залузье. Ближайшая ж/д станция в Жабинке (линия Брест — Барановичи).

## Достопримечательности
Главная достопримечательность — деревянная Никитская церковь, возведенная, предположительно, в 1502 году и обновленная в 1787 году. Включена в Государственный список историко-культурных ценностей Республики Беларусь.